# 불환과
불환과(不還果, 산스크리트어: anāgāmi-phala, 영어: realizing nonreturner status, consummation of the stage of the nonreturner),아나함(阿那含, 산스크리트어: anāgāmin, 영어: nonreturner) 또는 득아나함(得阿那含)은 불교의 성자들 중의 한 부류로서, 4향4과에 속한, 욕계 수혹 9품 중  제9품을 끊은 성자를 말한다.
여기서, 욕계 수혹 9품은 욕계의 수혹, 즉, 98수면 또는 128번뇌 중 욕계에 속한 수소단의 탐 · 진 · 만 · 무명을 그 강약 또는 추세(麁細, 거침과 미세함)에 따라, 상품 · 중품 · 하품의 3품으로 나누고 다시 그 각각을 상중하의 3품으로 나누어, 총 9가지로 나눈 것으로 ① 상상품(上上品) ② 상중품(上中品) ③ 상하품(上下品) ④ 중상품(中上品) ⑤ 중중품(中中品) ⑥ 중하품(中下品) ⑦ 하상품(下上品) ⑧ 하중품(下中品) ⑨ 하하품(下下品)을 말한다.
불환과(不還果) 또는 아나함(阿那含)은 제3과(第三果), 제3사문과(第三沙門果), 아나함과(阿那含果), 아나가미(阿那伽彌, 阿那伽迷), 나함(那含), 불환(不還), 불래(不來), 불상래(不來相), 불퇴법(不退法) 또는 5하결단(五下結斷)이라고도 한다.
'불환'(不還) 또는 '불래'(不來)란 욕계로 되돌아오지 않음 즉 욕계에 다시 태어나지 않음을 뜻한다. '5하결단'(五下結斷)은 욕계에 속박되게 하는 모든 번뇌를 대표하는 5가지 번뇌인 5하분결(五下分結)을 끊은 상태가 되었다는 것을 뜻한다.
3계의 견혹을 견도에서 모두 끊었고 이제 욕계의 수혹 9품을 모두 끊었으므로 욕계의 번뇌를 모두 끊은 상태이다. 그렇기 때문에 욕계의 계박을 벗어난 상태이다. 따라서 불환과를 증득한 상태에서 생을 마치면 다음 생에는 욕계 즉 인간도나 6욕천에 태어나지 않으며 색계에 태어난다. 불환과의 성자가 거주하는 색계의 처소 중 대표적인 것이 5정거천(五淨居天) 즉 5불환천(五不還天)이다.
| 3향3과 | 단멸한 번뇌                | 단멸에 소요되는 생                     | 별도 명칭      |
| 예류향 | 견혹                       | 알 수 없음, 견혹은 단박(16심)에 끊어짐 |                |
| 예류과 | 견혹                       | 알 수 없음, 견혹은 단박(16심)에 끊어짐 |                |
| 일래향 | 욕계 수혹 ① 상상품(上上品) | 최대 2생                               |                |
| 일래향 | 욕계 수혹 ② 상중품(上中品) | 최대 1생                               |                |
| 일래향 | 욕계 수혹 ③ 상하품(上下品) | 최대 1생                               | 가가 · 3생가가 |
| 일래향 | 욕계 수혹 ④ 중상품(中上品) | 최대 1생                               | 가가 · 2생가가 |
| 일래향 | 욕계 수혹 ⑤ 중중품(中中品) | 최대 1생                               |                |
| 일래과 | 욕계 수혹 ⑥ 중하품(中下品) | 최대 1생                               |                |
| 불환향 | 욕계 수혹 ⑦ 하상품(下上品) | 최대 1생                               | 일간           |
| 불환향 | 욕계 수혹 ⑧ 하중품(下中品) | 최대 1생                               | 일간           |
| 불환과 | 욕계 수혹 ⑨ 하하품(下下品) | 최대 1생                               |                |
| 합계   | 욕계 수혹 9품              | 견도 후 열반까지 최대 7생              |                |

불환과(預流果)는 다음의 분류 또는 체계에 속한다.
- ① 예류향 ② 예류과 ③ 일래향 ④ 일래과 ⑤ 불환향 ⑥ 불환과 ⑦ 아라한향 ⑧ 아라한과의 4향4과(四向四果) 중의 하나이다.
- ① 수신행 ② 수법행 ③ 신해 ④ 견지 ⑤ 신증 ⑥ 가가 ⑦ 일간 ⑧ 예류향 ⑨ 예류과 ⑩ 일래향 ⑪ 일래과⑫ 불환향 ⑬ 불환과 ⑭ 중반 ⑮ 생반 ⑯ 유행반 ⑰ 무행반 ⑱ 상류반의 18유학(十八有學) 중의 하나이다.
- 18유학(十八有學)과 9무학(九無學)을 통칭하는 27현성(二十七賢聖) 중의 하나이다.

## 5하분결
| 성문4과           | 10결의 조복과 단멸 (팔리어 대장경에 따른) | 10결의 조복과 단멸 (팔리어 대장경에 따른)          | 10결의 조복과 단멸 (팔리어 대장경에 따른) | 윤회                       |
| 예류과 (수다원)   | 5하분결                                   | 1. 유신견결 2. 계금취견결 3. 의결                  | 단멸                                      | 인간도와 천상도에 최대 7생 |
| 일래과 (사다함)   | 5하분결                                   | 4. 욕탐결 5. 진에결 (10. 무명결)                   | 조복                                      | 인간도에 최대 1생          |
| 불환과 (아나함)   | 5하분결                                   | 4. 욕탐결 5. 진에결 (10. 무명결)                   | 단멸                                      | 청정한 곳에 최대 1생       |
| 아라한과 (아라한) | 5상분결                                   | 6. 색탐결 7. 무색탐결 8. 만결 9. 도거결 10. 무명결 | 단멸                                      | 윤회하지 않음              |

5하분결(五下分結)은 5상분결(五上分結)에 상대되는 낱말로, 유정을 욕계에 결박(結縛)시키는 5가지 근본번뇌인 유신견(有身見) · 계금취견(戒禁取見) · 의(疑) · 욕탐(欲貪: 욕계의 탐) · 진에(瞋恚)를 말한다.
- 유신견: 5온을 나 또는 내 것이라고 집착하는 견해
- 계금취견: 그릇된 계율이나 금지 조항을 바른 것으로 간주하여 집착하는 견해
- 의: 진리 즉 인과와 4성제를 의심하는 것
- 욕탐: 욕계의 탐욕
- 진에: 성냄

일반적으로 '결'(結)이라는 낱말을 붙여서 유신견결(有身見結) · 계금취견결(戒禁取見結) · 의결(疑結) · 욕탐결(欲貪結) · 진에결(瞋恚結)이라고 부른다.
원래의 명칭은 5순하분결(五順下分結)이며, 이 낱말의 문자 그대로의 뜻은 하분계(下分界) 즉 욕계에 수순[順]하게 하는 5가지의 결(結)이다. 5하분결 또는 5순하분결을 줄여서 5하결(五下結) 또는 5하(五下)라고도 한다.
《대지도론》 제57권에서는 5하분결과 관련하여 다음과 같은 문답이 있다.
교시가야, 그대는 어떻게 생각하느냐?
...
염부제에서 몇 사람이나 3결(三結)을 끊어 수다원(須陀洹)의 도(道)를 얻고, 몇 사람이나 3결을 끊어 음욕과 성냄과 어리석음이 얇아진 결과로 사다함(斯陀含)의 도를 얻으며, 몇 사람이나 5하분결(五下分結)을 끊어 아나함(阿那含)의 도를 얻고, 몇 사람이나 5상분결(五上分結)을 끊어 아라한(阿羅漢)이 되더냐?
...
교시가야, 또한 얼마 되지 않는 사람들만이 3결을 끊으면서 수다원이 되고, 3결을 끊고 또한 음욕에 성냄과 어리석음이 얇아져서 사다함이 되며, 5하분결을 끊어 아나함이 되고, 5상분결을 끊어 아라한이 되느니라.

## 5정거천
불환과의 성자들이 태어나서 사는 색계의 하늘들로는 대표적인 것으로 색계 제4선천의 무번천(無煩天) · 무열천(無熱天) · 선현천(善現天) · 선견천(善見天) · 색구경천(色究竟天)이 있다. 이들을 통칭하여 5정거천(五淨居天) 또는 5불환천(五不還天)이라 한다.
엄밀히 말해, 불환과를 증득한 성자가 언제나 5정거천에서 태어나는 것은 아니다. 인연에 따라 색계의 어느 처소에서도 태어날 수 있다. 또는 무색계의 어느 처소에서도 태어날 수 있다. 다만, 이들이 태어나는 색계 · 무색계의 처소 중 대표적인 것을 들어 알기 쉽게 말하기 위해 색계의 5정거천을 드는 것일 뿐이다.

## 세부 유형

### 5종불환
불환과의 성자가 열반에 이르기까지의 과정에 따라 5가지로 구분한 것이 ① 중반(中般) ② 생반(生般) ③ 유행반(有行般) ④ 무행반(無行般) ⑤ 상류반(上流般)의 5종불환(五種不還) 또는 5불환과(五不還果)이다.

### 6종불환
불환과의 성자가 열반에 이르기까지의 과정에 따라 6가지로 구분한 것이 ① 중반(中般) ② 생반(生般) ③ 유행반(有行般) ④ 무행반(無行般) ⑤ 상류반(上流般) ⑥ 현반(現般)의 6종불환(六種不還)이다.

### 7종불환
불환과의 성자가 열반에 이르기까지의 과정에 따라 7가지로 구분한 것이 ① 중반(中般) ② 생반(生般) ③ 유행반(有行般) ④ 무행반(無行般) ⑤ 상류반(上流般) ⑥ 행무색(行無色 = 무색반 無色般) ⑦ 현반(現般)의 7종불환(七種不還)이다.

### 7선사취
불환과의 성자가 열반에 이르기까지의 과정에 따라 7가지로 구분한 것이 ① 속반(速般) ② 비속반(非速般) ③ 경구반(經久般) ④ 생반(生般) ⑤ 유행반(有行般) ⑥ 무행반(無行般) ⑦ 상류반(上流般)의 7선사취(七善士趣)이다.

### 8종불환
불환과의 성자가 열반에 이르기까지의 과정에 따라 8가지로 구분한 것이 ① 중반(中般) ② 생반(生般) ③ 유행반(有行般) ④ 무행반(無行般) ⑤ 상류반(上流般) ⑥ 행무색(行無色 = 무색반 無色般) ⑦ 현반(現般) ⑧ 부정반(不定般)의 8종불환(八種不還)이다.

### 9종불환
불환과의 성자가 열반에 이르기까지의 과정에 따라 9가지로 구분한 것이 ① 속반(速般) ② 비속반(非速般) ③ 경구반(經久般) ④ 생반(生般) ⑤ 유행반(有行般) ⑥ 무행반(無行般) ⑦ 전초(全超) ⑧ 반초(半超) ⑨ 변몰(遍歿)의 9종불환(九種不還)이다.

### 11종불환
불환과의 성자를 11가지로 구분한 것이 ① 현반(現般) ② 전세(轉世) ③ 중반(中般) ④ 생반(生般) ⑤ 유행반(有行般) ⑥ 무행반(無行般) ⑦ 요혜(樂慧) ⑧ 요정(樂定) ⑨ 신해(信解) ⑩ 견지(見至) ⑪ 신증(身證)의 11종불환(十一種不還)이다.

## 같이 보기
- 성자 (불교)
- 7성(七聖)
- 4향4과(四向四果)
- 18유학(十八有學)
- 6종아라한(六種阿羅漢)
- 7종아라한(七種阿羅漢)
- 혜해탈(慧解脫)
- 심해탈(心解脫)
- 구해탈(俱解脫)
- 9무학(九無學)